# Французская оккупация Мальвинских островов
Французской оккупацией Мальвинских островов называют основание французами первого постоянного поселения на Мальвинских (Фолклендских) островах — порта Сен-Луи (позже Порт-Луис, Пуэрто-Соледад). Королевство Испания, считавшее архипелаг своей собственностью, выступило против присутствия французов и, в результате недолгих переговоров, получило порт Сен-Луи, укрепив свои суверенные права. Правительство Великобритании никак не отреагировало на эти события: ни когда на архипелаге высадились французы, ни когда поселение было передано испанской короне.

## Интерес французов к Мальвинским островам
Семилетняя война (1756—1763) означала для Франции потерю большей части колониальных владений в Северной Америке в пользу Великобритании (по итогам подписания парижского договора в 1763 году).
После подписания парижского договора Этьен Франсуа де Шуазель, поставленный Людовиком XV во главе внешней политики Франции, предпринимает попытки восстановить французскую колониальную империю, создавая новые колонии в местах, ещё не занятых европейскими государствами. Заморские колонии не вызывали большого энтузиазма при Дворе Людовика XV, поэтому советнику де Шуазелю приходилось рассчитывать на личные отношения с королём для проведения своих планов. Восстанавливая колониальную империю, Франции было важно избегать любой конфронтации с Испанией и Великобританией, покуда не был восстановлен военный потенциал страны.
В этих условиях предложение Луи Антуана де Бугенвиля снарядить экспедицию на Мальвинские острова вызвало интерес французского правительства. Острова были известны мореплавателям и торговцам из Сен-Мало, которые окрестили их Мальвинскими (фр. Malouines) в честь своего города. Бугенвиль предложил финансировать экспедицию из собственных сбережений.
Бугенвиль опишет в своих Мемуарах важность этого предприятия и подчеркнёт наличие британских интересов в регионе:
… мнение милорда Ансона предельно верно (…) [он] рекомендует англичанам основать поселения на юге Бразилии, имея в виду, что государство, которое сделает это, станет владыкой коммерции в южных морях (…) это суть проекта, который мсье де Бугенвиль просит позволить осуществить.
Louis-Antoine de Bougainville.

## Экспедиция
Экспедиция Бугенвиля заходила в Монтевидео, где он был принят губернатором Хосе Хоакином де Вианой. Хотя Испания и Франция были союзниками, объединёнными Фамильным договором, французам не было разрешено устанавливать колонии в Южной Америке. Испанский губернатор пытался разузнать цель экспедиции, но французы уклонились от ответа, сообщив, что направляются в Индию. Виана всё же отправил предупреждение начальству в Мадриде.
Луи Антуан де Бугенвиль достиг Мальвинских островов 31 января 1764 года.

## Порт Сен-Луи
Поселение Бугенвиля стало первым постоянным поселением на архипелаге. Военный форт Порт-Сен-Луи основан 17 марта 1764 года, а церемония официального вступления во владение состоялась 5 апреля того же года. Акт владения ратифицирован Людовиком XV 12 сентября 1764, в нём упоминается, что острова были обнаружены моряками из Сен-Мало и что они дали им имя Malouines.
Монах Антуан-Жозеф Пернети, натуралист экспедиции, был поражён флорой и фауной архипелага. Он также был воодушевлён перспективами дальнейшего освоения этих островов. В своих записках он уверяет, что: «(…) рагу из пингвина так же хорошо, как и из зайчатины».
Бугенвиль оставался на Мальвинах с января по апрель 1765 года, в это время он занимался поиском лесов у берегов Патагонии.

## Британское вмешательство
23 января 1765 года — через год после приезда Бугенвиля, когда архипелаг был уже занят Францией и, следовательно, не был доступен для захвата другими государствами (не являлся terra nullius) — британский капитан Джон Байрон прибывает к берегам острова Тринидад, который англичане назвали Сондерс, и проводит церемонию вступления во владение в бухте, которую назвал Порт-Эгмонт. Байрон подчеркивает важность этого места для строительства военной базы:
(…) все английские моряки смогут останавливаться здесь в полной безопасности от (ярости) любых ветров (…).
Британское правительство утверждало, что на момент отправки экспедиции Джона Байрона о французском присутствии на островах ему не было известно.
Эти действия привели к напряжению в отношениях Великобритании и Испании и чуть было не привели к новой войне: обе страны снаряжали флот, чтобы объявить суверенитет над островами. Продолжив это своё плавание, Джон Байрон открыл острова Туамоту и Токелау, которым он дал название «Острова герцога Йоркского», а также Острова Гилберта.

## Протесты и дипломатические переговоры
Херонимо Гримальди, государственный министр Испании, узнал о существовании французской колонии на Мальвинах из отчёта Хосе Хоакина де Вианы. Гримальди выразил протест де Шуазелю, требуя отказаться от колонии. Испания считает, что земли, прилегающие к континенту, не могут быть заняты без согласия «владельца» этого континента и что Мальвинские острова были признаны, и должны быть признаны, прилегающими к его берегам. Гримальди, однако, предлагает выкупить колонию, что может указывать на неуверенность испанцев в обоснованности своей претензии.
Людовик XV уступил протестам испанцев и приказал передать город Порт-Сент-Луи под их управление. Франция отказывалась от своей претензии на архипелаг, но хотела, чтобы Испания не дала закрепиться там Великобритании, общему врагу двух союзных империй.
По возвращении с Мальвинских островов Бугенвиль узнал о решении передать колонию Испании. Он получает приказ ехать в Мадрид, чтобы договориться о процедуре. Без воодушевления он едет туда в апреле 1766.
Франция больше никогда не заявляла о своих правах на Мальвинские острова после передачи порта Сен-Луи.

## Передача Испании
В апреле 1766 года Бугенвиль получает 618.108 ливров в качестве компенсации расходов, понесённых при строительстве порта Сен-Луи. 200 тысяч ему выплачивают в Мадриде, а остальное — в Монтевидео.
4 октября Фелипе Руис Пуэнте получил под свою ответственность поселение на архипелаге, который стал административно подчиняться Генерал-капитанству Буэнос-Айреса (Capitanía General de Buenos Aires.